# Baganza
Il Baganza, o la Baganza, è un torrente della provincia di Parma che scorre nell'omonima Val Baganza. Ha un'area di bacino di 228 km².

## Il corso
Nasce nell'Appennino parmense alle falde del monte Borgognone (m 1.401), poco a est del passo della Cisa.
Scorre poi verso nord per circa 55 km e confluisce nel torrente Parma in corrispondenza della città di Parma, poco prima del Ponte Italia.
Sfiora le località di Berceto, Fugazzolo, Casaselvatica, Chiastre, Ravarano, Calestano, Ronzano, Marzolara, San Vitale Baganza, Felino, Sala Baganza, San Ruffino e Gaione.
Il Baganza è  l'unico corso d'acqua pensile a monte della via Emilia. Presenta arginature storiche da Sala Baganza a Parma. Nei pressi di Sala Baganza lambisce il Parco naturale regionale dei Boschi di Carrega.

## Affluenti
-Rio Bertone (destra)
-Rio Sant'Ilario (destra)
-Rio Marzolara (destra)
-Torrente Arso (destra)
-Rio Ghirlandina (sinistra)
-Rio del lago grosso (destra)
-Rio della costa alta (destra)
-Rio di mezzo (destra)
-Rio di prato monno (sinistra)
-Rio di confine (destra)
-Rio della Pradella (destra)
-Rio Baganzola (sinistra)

## Esondazione a Parma del 2014
Alle ore 16.45 del 13 ottobre 2014 il torrente Baganza, ingrossato dalle eccezionali precipitazioni cadute su tutta la Val Baganza nelle ore immediatamente precedenti (con picchi pluviometrici fino a 600 mm registrati in alcune località del suo bacino imbrifero), esonda a Parma.

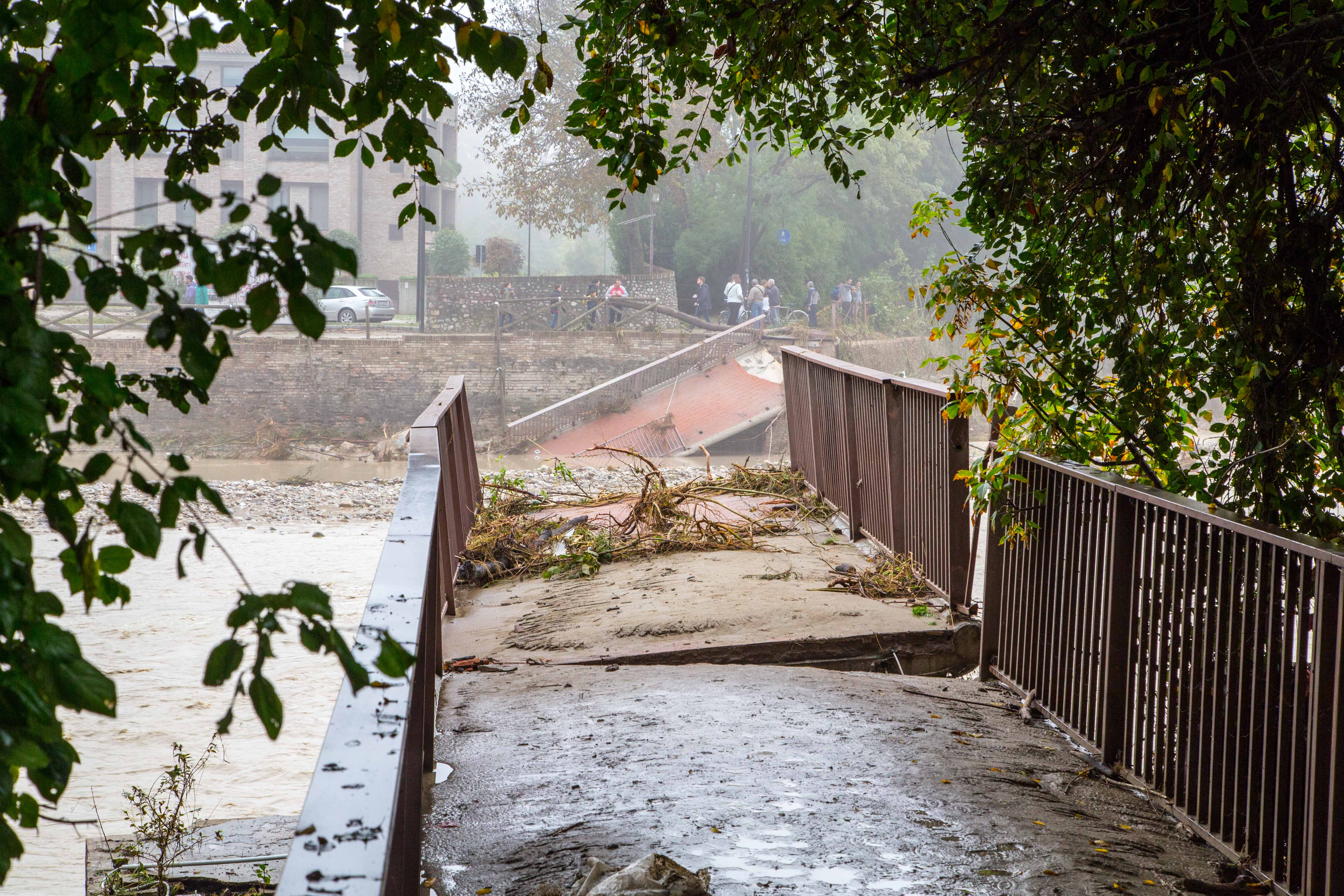
L'antico ponte della Navetta distrutto

Alcuni affluenti in destra idraulica provocano danni per straripamento nella zona di Casaselvatica, viene interrotta la strada provinciale S.P 15 e a Calestano un rio intubato nel centro del capoluogo fuoriesce allagando la piazza centrale con danni alle case prospicienti il borgo. Il Baganza con tempi di propagazione minimi, esonda a San Martino Sinzano, frazione di Collecchio, con acque che seguono un paleoalveo a quote inferiori alla campagna circostante. Esonda a Parma, nei pressi del ponte dei Carrettieri (dove raggiunge una portata di piena record pari a oltre 600 metri cubi al secondo), zona non distante dalla confluenza col torrente Parma che pure, nelle stesse ore, registra una piena eccezionale. Le acque del Baganza inondano così rapidamente ampie zone dei quartieri Montanara e Molinetto, determinando altresì un diffuso black-out elettrico e gravi danni alle infrastrutture telefoniche a causa dell'allagamento dei locali della centrale di rete per l'Emilia occidentale. Area questa, quartiere Navetta, costituente una vecchia zona di espansione del torrente Baganza (paleoalveo). Nel corso dell'evento alluvionale si registrà inoltre il crollo dello storico ponte ciclopedonale della Navetta.

## Galleria d'immagini

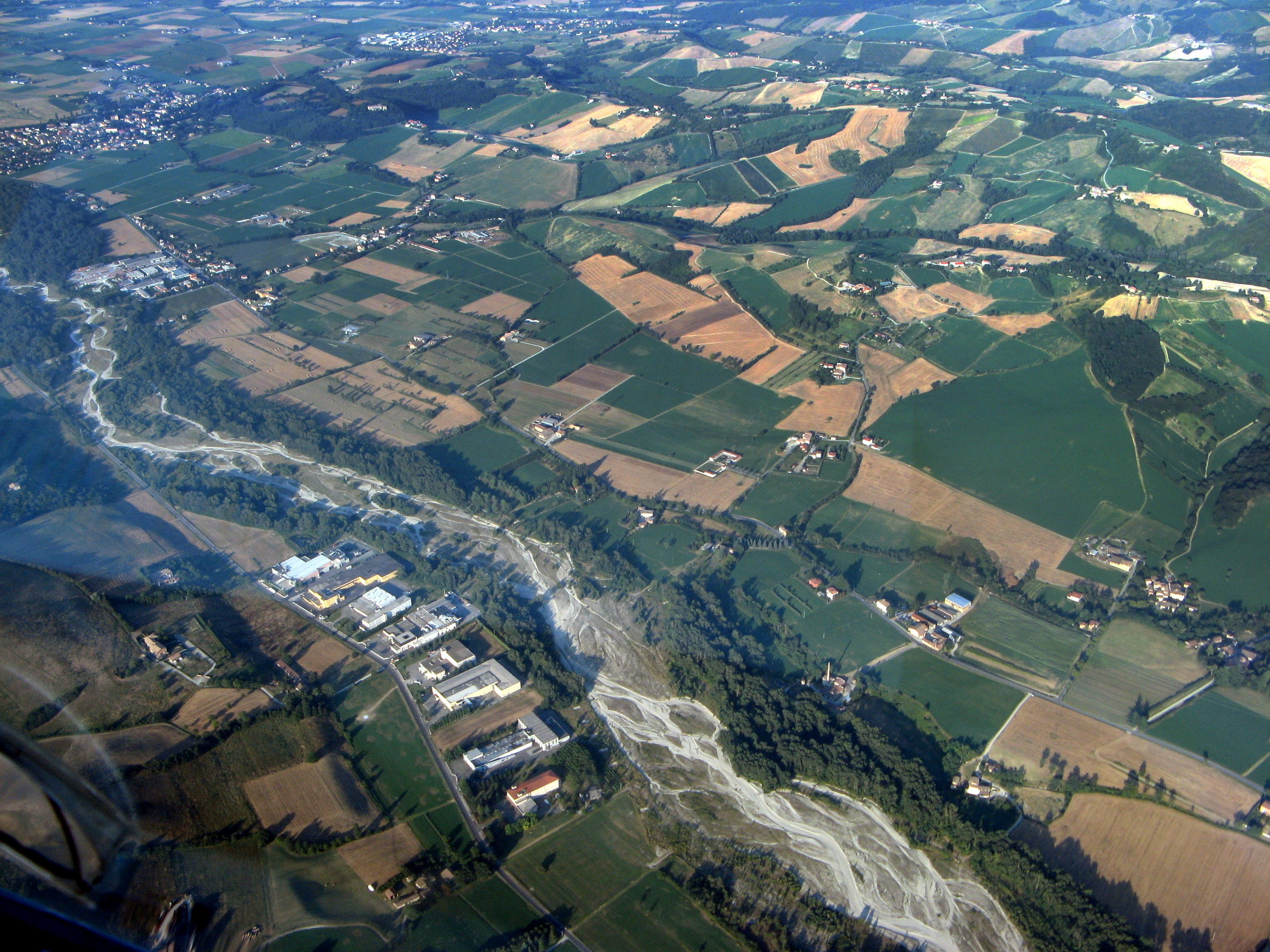
Vista aerea della Val Baganza
L'alveo nei pressi di Ravarano
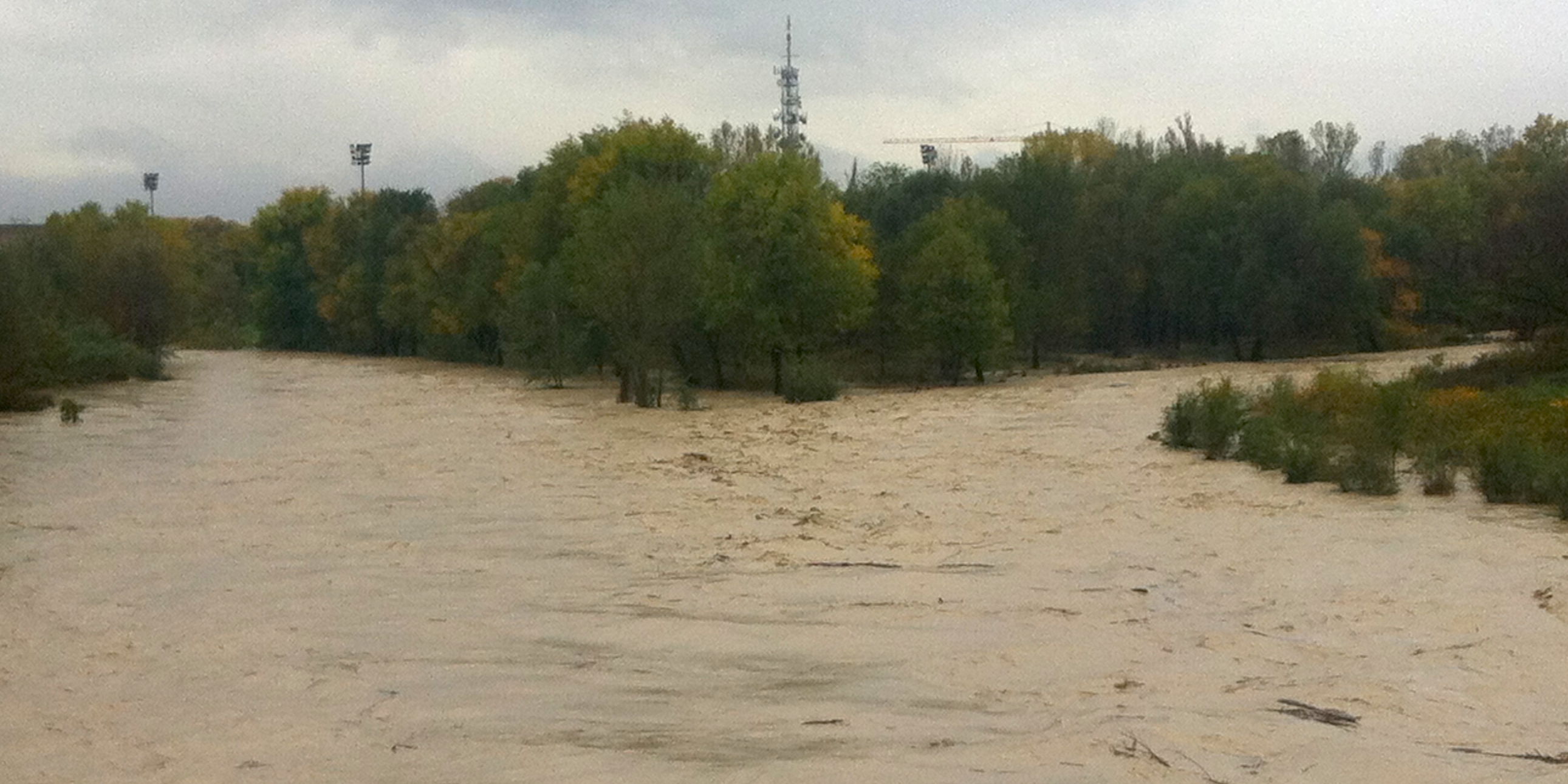
La confluenza Baganza-Parma (in piena)